# La maestra Mendez
La maestra Mendez é uma telenovela mexicana, produzida pela Televisa e exibida em 1971 pelo El Canal de las Estrellas.

## Elenco
- Lucía Mendez Yara Rivas
- Víctor Junco  Octo Mirayna
- Félix González Roccio Iturbe